# F.W. Woolworth
F.W. Woolworth (Frank Winfield Woolworth), född 13 april 1852 i Rodman i Jefferson County i New York, död 8 april 1919 i Glen Cove på Long Island i New York, var en amerikansk affärsman, som mest är känd för butikskedjan Woolworth's som han grundade, och byggnaden Woolworth Building i New York.

## Biografi
Ursprungligen lantarbetare fick Woolworth anställning som bodbiträde. Han var en ambitiös ung man som sparade varje cent han kunde undvara och gick på kvällskurser för att förkovra sig. Till sist hade han sparat ihop så mycket pengar att banken vågade ge honom ett lån på några hundra dollar. Han övertalade sin arbetsgivare att stödja hans idé om en butik som sålde allt för 5 cent eller billigare. Den första "5 cent-butiken" öppnade i Utica, New York, i februari 1878 men blev ett fiasko. Han bestämde sig för att göra ett nytt försök med varor som kostade upp till 10 cent. Han öppnade en s.k. "five and ten cent"-butik i Lancaster, Pennsylvania, den 21 juni 1879 och denna gång blev det succé. 
År 1913 lät han uppföra Woolworth Building i New York för 13,5 miljoner dollar kontant. Den var då New Yorks högsta byggnad (241,4 meter).
Woolworth var gift och hade tre döttrar. Ett av hans barnbarn var den kända mångmiljardärskan Barbara Hutton.

## Woolworth's

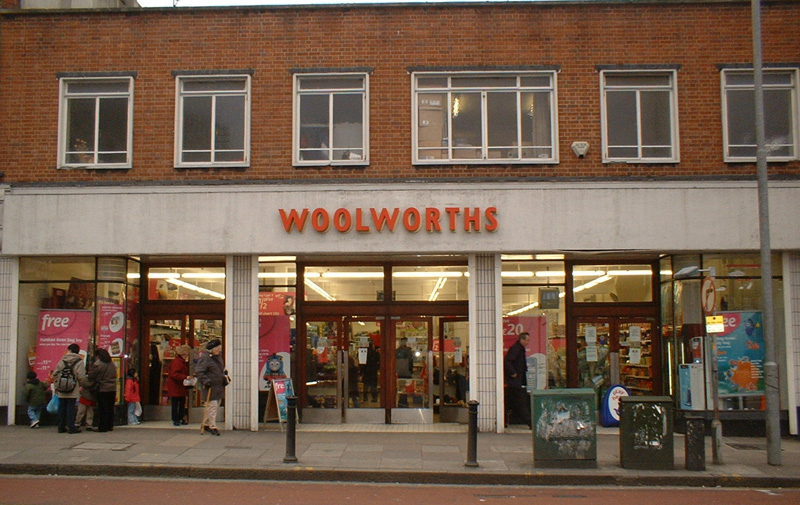
En av Woolworth's-butikerna.

Tillsammans med sin bror, C. S. Woolworth (1856-1947) byggde han upp en varuhuskedja i USA, Kanada och runt om i Europa ("Woolworth's"). När han avled ägde han 2 000 varuhus och affärer över hela världen. Butikerna stängde 2008, men varumärket köptes upp av Shop Direct Group.